# رايان أونيل
تشارلز باتريك رايان أونيل الابن (بالإنجليزية: Charles Patrick Ryan O'Neal, Jr)‏، المعروف بريان أونيل، هو ممثل أمريكي اشتهر بدور أوليفر باريت في فيلم قصة حب الذي أنتج سنة 1970م، كما عرف النجاح في أفلام مثل قمر ورقي وباري ليندون. ولد أونيل في 20 نيسان (أبريل) من سنة 1941 في مدينة لوس أنجلوس.

## وفاته
توفي أونيل ريان في 8 ديسمبر 2023 عن عمر ناهز الثانية والثمانين.